# Gruta das Pombas
A Gruta das Pombas é uma gruta portuguesa localizada na freguesia das Quatro Ribeiras, concelho da Praia da Vitória, ilha Terceira.
Fica na Baía das Quatro Ribeiras, numa falésia da costa Norte da ilha Terceira e é resultante da erosão marítima.